# Крестецкий район
Кре́стецкий райо́н — административно-территориальная единица (район) и муниципальное образование (муниципальный район) в составе Новгородской области Российской Федерации.
Административный центр — рабочий посёлок Крестцы.

## География
Площадь территории — 2790,63 км².
Крестецкий район находится в центре Новгородской области.
Граничит на западе с Новгородским районом и озером Ильмень, на севере — с Маловишерским районом и рекой Мстой, на востоке — с Окуловским и Валдайским районами, на юге — с Демянским и Парфинским районами.
Реки:
- Мста (граница района на севере).
- Холова.
- Полометь.
- Мошня.

## Часовой пояс
Крестецкий район находится в часовой зоне МСК (московское время). Смещение применяемого времени относительно UTC составляет +3:00.

## Археология
В докембрийскую эпоху в районе современных Крестцев в земной коре образовался так называемый Крестцовский разлом, по линии которого во времена протерозойской эры происходило извержение вулканов. Окаменелые останки обитателей тех далёких времён можно без особых усилий обнаруживать в речках района, благодаря вымыванию их из ила.
В районе у озера Гверстяница находятся курганы и сопки V—IX веков.

## История
Крестцы, Усть-Волма, Старое Рахино, Ракушино и другие населённые пункты района известны с конца XIV века.
В XV—XVIII веках территория входила в состав Деревской пятины Новгородской земли.
В 1776—1796, 1796—1802 Крестецкий уезд сущестововал в составе Новгородской губернии.
Крестецкий район был образован в августе 1927 года в составе Новгородского округа Ленинградской области.
В состав района вошли следующие сельсоветы бывшей Новгородской губернии:
- из Валдайского уезда:
  - из Крестецкой волости: Бачуговский, Вязовский, Грабиловский, Долгоборский, Долгомостовский, Дубровский, Жихаревский, Зеленоборский, Каменно-Русский, Каменно-Эстонский, Камзовский, Крестецкий, Лиманский, Литвиновский, Лутовенский, Ляковский, Мокро-Островский, Новорахинский, Переездовский, Пристанский, Соменский, Старорахинский, Стуковский, Тупиченский, Шеребутский, Шутиловичский, Ямницкий, Ямской, Ярынский
  - из Локотской волости: Белушкинский, Болошковский, Буйловский, Бычковский, Давыдовщинский, Еванковский, Клокшинский, Красухинский, Локотский, Мельницкий, Оринецкий, Подольский, Прудищенский, Рыхловский, Федосовичский
- из Маловишерского уезда:
  - из Полищенской волости: Борковский, Далевский, Усть-Волмский
  - из Сухловской волости: Борковский, Воробьѐвский, Исаковский, Пеховский, Сухловский, Садовский.

Вскоре Бычковский с/с был переименован в Еваничский.
В 1928 году были образованы Амосовский, Быковский, Ламерский, Ракушинский и Санталовский с/с.
Были упразднены Бачуговский, Борковский, Буйловский, Воробьѐвский, Вязовский, Грабиловский, Давыдовщинский, Далевский, Долгоборский, Долгомостовский, Дубровский, Еванковский, Жихаревский, Зеленоборский, Исаковский, Каменно-Русский, Каменно-Эстонский, Клокшинский, Красухинский, Лиманский, Лутовенский, Мельницкий, Оринецкий, Переездовский, Пеховский, Подольский, Пристанский, Прудищинский, Рыхловский, Садовский, Соменский, Стуковский, Тупиченский, Федосовичский, Ямницкий и Ярынский с/с.
Из Маловишерского района в Крестецкий был передан Ересинский с/с, из Лычковского района — Яблоня-Эстонский с/с, из Бронницкого района — Винский с/с.
В июле 1930 года округа были упразднены, и Крестецкий район перешёл в прямое подчинение Ленинградской области.
29 ноября Яблоня-Эстонский с/с был возвращён в Лычковский район.
4 января 1931 года Камзовский с/с получил статус эстонского национального.
20 октября упразднён Крестецкий с/с.
1 января 1932 года из Мстинского района в Крестецкий были переданы Добростский, Зайцевский, Кушеверский и Хотольский с/с.
20 июня был упразднён Сухловский с/с.
20 августа 1935 года образован Сухловский с/с. Белушкинский с/с передан в Окуловский район.
8 ноября 1938 года образован рабочий посёлок Крестцы.
14 апреля 1939 года был упразднён Камзовский эстонский национальный с/с.
11 марта 1941 года Добростский, Зайцевский, Кушеверский и Хотольский с/с были переданы в Мстинский район.
Во время Второй мировой войны район был прифронтовым и не попал в зону боевых действий.
5 июля 1944 года Крестецкий район вошёл в состав Новгородской области.
1 июня 1959 года были упразднены Быковский и Ересинский с/с.
17 января 1961 года упразднены Болошковский, Ламерский, Литвиновский и Санталовский с/с. 12 апреля упразднены Еваничский и Старорахинский с/с.
8 июня 1962 года упразднён Шутиловичский с/с.
1 февраля 1963 года Крестецкий район был упразднён. Р.п. Крестцы вошёл в Крестецкий промышленный район, а сельсоветы — в Валдайский сельский район.
12 января 1965 года Крестецкий район был восстановлен: в его состав вошли р.п. Крестцы и сельсоветы Амосовский, Борковский, Винский, Добростский, Зайцевский, Локотский, Ляковской, Мокро-Островский, Новорахинский, Ракушинский, Сухловский, Усть-Волмский и Ямской. 27 августа из Новгородского района в Крестецкий был передан Веркасский с/с.
26 января 1976 года был упразднён Веркасский с/с.
14 августа 1979 года упразднён Сухловский с/с.
16 февраля 1987 года Борковский с/с был переименован в Ручьевской.

## Население
| 1989    | 1991    | 1996    | 1997    | 1998    | 1999    | 2002    |
| ------- | ------- | ------- | ------- | ------- | ------- | ------- |
| 17 028  | ↘16 857 | ↘16 540 | ↘16 423 | ↘16 387 | ↘16 323 | ↘15 667 |
| 2005    | 2006    | 2007    | 2008    | 2009    | 2010    | 2012    |
| ↘15 351 | ↘15 249 | ↘15 239 | ↗15 253 | ↗15 271 | ↘12 940 | ↘12 874 |
| 2013    | 2014    | 2015    | 2016    | 2017    | 2018    | 2019    |
| ↘12 754 | ↘12 723 | ↘12 406 | ↘12 286 | ↘12 109 | ↘11 805 | ↘11 412 |
| 2020    | 2021    |         |         |         |         |         |
| ↘11 180 | ↗11 793 |         |         |         |         |         |

### Урбанизация
В городских условиях (рабочий посёлок Крестцы) проживают 65,78 % населения района.

## Административно-муниципальное устройство
В Крестецкий район в рамках административно-территориального устройства входит 5 поселений как административно-территориальные единицы области, в том числе Крестецкое с центром в поселке городского типа (рабочем посёлке) Крестцы.
В рамках муниципального устройства, одноимённый Крестецкий муниципальный район включает 5 муниципальных образований, в том числе 1 городское поселение и 4 сельских поселения:
| № | Муниципальное образование        | Админист- ративный центр | Количество населённых пунктов | Население (чел.) | Площадь (км²) |
| - | -------------------------------- | ------------------------ | ----------------------------- | ---------------- | ------------- |
| 1 | Крестецкое городское поселение   | р.п. Крестцы             | 10                            | ↗9161            | 641,84        |
| 2 | Зайцевское сельское поселение    | д. Зайцево               | 27                            | ↘545             | 613,94        |
| 3 | Новорахинское сельское поселение | д. Новое Рахино          | 49                            | ↘1129            | 530,22        |
| 4 | Ручьёвское сельское поселение    | д. Ручьи                 | 20                            | ↘476             | 279,06        |
| 5 | Усть-Волмское сельское поселение | д. Усть-Волма            | 31                            | ↘482             | 725,57        |

Законом Новгородской области от 3 марта 2016 года Устьволмское поселение переименовано в Усть-Волмское поселение. В мае 2016 года одноимённое сельское поселение также было переименовано.

### Населённые пункты
В Крестецком районе 137 населённых пунктов.
| №   | Населённый пункт | Тип             | Население | Муниципальное образование        |
| --- | ---------------- | --------------- | --------- | -------------------------------- |
| 1   | Амосово          | деревня         | 14        | Усть-Волмское сельское поселение |
| 2   | Берёзка          | деревня         | 34        | Крестецкое городское поселение   |
| 3   | Болошково        | деревня         | ↘2        | Новорахинское сельское поселение |
| 4   | Борисово         | деревня         | 0         | Новорахинское сельское поселение |
| 5   | Борок            | деревня         | 76        | Ручьёвское сельское поселение    |
| 6   | Борок            | деревня         | 0         | Усть-Волмское сельское поселение |
| 7   | Брус             | деревня         | 10        | Ручьёвское сельское поселение    |
| 8   | Будки            | деревня         | 0         | Ручьёвское сельское поселение    |
| 9   | Бычково          | деревня         | 3         | Новорахинское сельское поселение |
| 10  | Великая Нива     | деревня         | 24        | Усть-Волмское сельское поселение |
| 11  | Веркасье         | деревня         | ↗5        | Зайцевское сельское поселение    |
| 12  | Верхняя Каменка  | деревня         | ↗9        | Зайцевское сельское поселение    |
| 13  | Ветренка         | деревня         | 3         | Усть-Волмское сельское поселение |
| 14  | Вильи Горы       | деревня         | 2         | Новорахинское сельское поселение |
| 15  | Вины             | деревня         | 115       | Усть-Волмское сельское поселение |
| 16  | Витебско         | деревня         | 0         | Новорахинское сельское поселение |
| 17  | Волма            | деревня         | 34        | Ручьёвское сельское поселение    |
| 18  | Волна            | деревня         | 31        | Усть-Волмское сельское поселение |
| 19  | Воробьёво        | деревня         | 12        | Ручьёвское сельское поселение    |
| 20  | Вороново         | деревня         | 20        | Усть-Волмское сельское поселение |
| 21  | Гверстянка       | деревня         | ↘1        | Зайцевское сельское поселение    |
| 22  | Говорово         | деревня         | ↗4        | Зайцевское сельское поселение    |
| 23  | Горбуново        | деревня         | 2         | Усть-Волмское сельское поселение |
| 24  | Гористница       | деревня         | 2         | Ручьёвское сельское поселение    |
| 25  | Горка            | деревня         | →1        | Зайцевское сельское поселение    |
| 26  | Гришкино         | деревня         | 4         | Новорахинское сельское поселение |
| 27  | Гряда            | деревня         | 2         | Ручьёвское сельское поселение    |
| 28  | Гряды            | деревня         | ↘1        | Новорахинское сельское поселение |
| 29  | Давыдовщина      | деревня         | ↗18       | Новорахинское сельское поселение |
| 30  | Далево           | деревня         | 22        | Усть-Волмское сельское поселение |
| 31  | Добрости         | деревня         | ↗65       | Зайцевское сельское поселение    |
| 32  | Долгий Бор       | деревня         | 22        | Крестецкое городское поселение   |
| 33  | Долгий Мост      | деревня         | 11        | Крестецкое городское поселение   |
| 34  | Дубки            | деревня         | 12        | Ручьёвское сельское поселение    |
| 35  | Дубровка         | хутор           | 0         | Ручьёвское сельское поселение    |
| 36  | Еваничи          | деревня         | 18        | Новорахинское сельское поселение |
| 37  | Ересино          | деревня         | 26        | Усть-Волмское сельское поселение |
| 38  | Жабницы          | деревня         | 0         | Ручьёвское сельское поселение    |
| 39  | Жадиново         | деревня         | ↗1        | Зайцевское сельское поселение    |
| 40  | Жаруха           | деревня         | ↘12       | Зайцевское сельское поселение    |
| 41  | Жары             | деревня         | 35        | Ручьёвское сельское поселение    |
| 42  | Железово         | деревня         | 14        | Новорахинское сельское поселение |
| 43  | Жерновка         | деревня         | 20        | Усть-Волмское сельское поселение |
| 44  | Жихарево         | деревня         | 13        | Усть-Волмское сельское поселение |
| 45  | Заволонье        | деревня         | 9         | Усть-Волмское сельское поселение |
| 46  | Завысочье        | деревня         | 6         | Новорахинское сельское поселение |
| 47  | Заднево          | деревня         | ↗7        | Зайцевское сельское поселение    |
| 48  | Зайцево          | деревня         | ↗403      | Зайцевское сельское поселение    |
| 49  | Заречное Рыдино  | деревня         | 8         | Усть-Волмское сельское поселение |
| 50  | Заречье          | деревня         | 38        | Новорахинское сельское поселение |
| 51  | Заречье          | деревня         | 8         | Ручьёвское сельское поселение    |
| 52  | Зелёный Бор      | деревня         | 12        | Новорахинское сельское поселение |
| 53  | Зорька           | деревня         | 19        | Ручьёвское сельское поселение    |
| 54  | Каменка          | деревня         | 2         | Новорахинское сельское поселение |
| 55  | Кашино           | деревня         | 13        | Новорахинское сельское поселение |
| 56  | Китово           | деревня         | 16        | Новорахинское сельское поселение |
| 57  | Клокшино         | деревня         | ↘1        | Новорахинское сельское поселение |
| 58  | Княженицы        | деревня         | 2         | Усть-Волмское сельское поселение |
| 59  | Княжий Бор       | деревня         | ↗9        | Зайцевское сельское поселение    |
| 60  | Колокола         | деревня         | ↘4        | Новорахинское сельское поселение |
| 61  | Косой Бор        | деревня         | ↘0        | Новорахинское сельское поселение |
| 62  | Крестцы          | рабочий посёлок | ↗8221     | Крестецкое городское поселение   |
| 63  | Кривой Ухаб      | деревня         | 0         | Новорахинское сельское поселение |
| 64  | Крутой Берег     | деревня         | 4         | Новорахинское сельское поселение |
| 65  | Кукуево          | деревня         | 11        | Новорахинское сельское поселение |
| 66  | Курино           | деревня         | 13        | Усть-Волмское сельское поселение |
| 67  | Курово           | деревня         | 9         | Усть-Волмское сельское поселение |
| 68  | Кушеверы         | деревня         | ↗21       | Зайцевское сельское поселение    |
| 69  | Ламерье          | деревня         | ↘18       | Новорахинское сельское поселение |
| 70  | Липовая Гора     | деревня         | →0        | Зайцевское сельское поселение    |
| 71  | Литвиново        | деревня         | ↘57       | Новорахинское сельское поселение |
| 72  | Локотско         | деревня         | 184       | Новорахинское сельское поселение |
| 73  | Лошня            | деревня         | ↗4        | Зайцевское сельское поселение    |
| 74  | Лякова           | деревня         | 95        | Ручьёвское сельское поселение    |
| 75  | Малая Горка      | деревня         | →0        | Зайцевское сельское поселение    |
| 76  | Мельница         | деревня         | 8         | Новорахинское сельское поселение |
| 77  | Мерлюгино        | деревня         | →0        | Зайцевское сельское поселение    |
| 78  | Мокрый Остров    | деревня         | 87        | Крестецкое городское поселение   |
| 79  | Молчино          | деревня         | 0         | Новорахинское сельское поселение |
| 80  | Нароново         | деревня         | 9         | Новорахинское сельское поселение |
| 81  | Невская          | деревня         | 17        | Усть-Волмское сельское поселение |
| 82  | Немылы           | деревня         | ↗3        | Зайцевское сельское поселение    |
| 83  | Нестеровичи      | деревня         | ↘16       | Новорахинское сельское поселение |
| 84  | Новая Болотница  | деревня         | ↘15       | Новорахинское сельское поселение |
| 85  | Новая Каменка    | деревня         | ↘6        | Зайцевское сельское поселение    |
| 86  | Новое Заберенье  | деревня         | 7         | Усть-Волмское сельское поселение |
| 87  | Новое Рахино     | деревня         | ↘211      | Новорахинское сельское поселение |
| 88  | Новое Рыдино     | деревня         | 13        | Усть-Волмское сельское поселение |
| 89  | Озерки           | деревня         | ↘2        | Зайцевское сельское поселение    |
| 90  | Озерки           | деревня         | 15        | Новорахинское сельское поселение |
| 91  | Олешня           | деревня         | 11        | Усть-Волмское сельское поселение |
| 92  | Ольховка         | деревня         | 23        | Усть-Волмское сельское поселение |
| 93  | Оринец           | деревня         | →20       | Новорахинское сельское поселение |
| 94  | Осташёво         | деревня         | →1        | Зайцевское сельское поселение    |
| 95  | Павлово          | хутор           | ↘3        | Зайцевское сельское поселение    |
| 96  | Первомайское     | деревня         | ↘33       | Зайцевское сельское поселение    |
| 97  | Переезд          | деревня         | ↘32       | Новорахинское сельское поселение |
| 98  | Пехово           | деревня         | 0         | Ручьёвское сельское поселение    |
| 99  | Поводьё          | деревня         | 1         | Усть-Волмское сельское поселение |
| 100 | Погорелка        | деревня         | ↘2        | Зайцевское сельское поселение    |
| 101 | Подлитовье       | деревня         | ↘8        | Зайцевское сельское поселение    |
| 102 | Подлужье         | деревня         | 3         | Ручьёвское сельское поселение    |
| 103 | Подсека          | деревня         | 29        | Ручьёвское сельское поселение    |
| 104 | Поцепиха         | деревня         | ↘1        | Новорахинское сельское поселение |
| 105 | Пристань         | деревня         | 16        | Крестецкое городское поселение   |
| 106 | Ракушино         | деревня         | ↘54       | Новорахинское сельское поселение |
| 107 | Рогвино          | деревня         | ↘9        | Новорахинское сельское поселение |
| 108 | Ручьи            | деревня         | 345       | Ручьёвское сельское поселение    |
| 109 | Самлово          | деревня         | 3         | Новорахинское сельское поселение |
| 110 | Светлый          | хутор           | 0         | Новорахинское сельское поселение |
| 111 | Сивера           | деревня         | 0         | Усть-Волмское сельское поселение |
| 112 | Сидельниково     | деревня         | 32        | Новорахинское сельское поселение |
| 113 | Снетцы           | деревня         | 9         | Усть-Волмское сельское поселение |
| 114 | Сомёнка          | деревня         | 182       | Новорахинское сельское поселение |
| 115 | Старая Болотница | деревня         | 19        | Крестецкое городское поселение   |
| 116 | Старково         | деревня         | 0         | Новорахинское сельское поселение |
| 117 | Старое Заберенье | деревня         | 2         | Усть-Волмское сельское поселение |
| 118 | Старое Рахино    | деревня         | 144       | Новорахинское сельское поселение |
| 119 | Стуковья         | деревня         | 18        | Крестецкое городское поселение   |
| 120 | Сухлово          | деревня         | 13        | Ручьёвское сельское поселение    |
| 121 | Тарбаево         | деревня         | 1         | Новорахинское сельское поселение |
| 122 | Теребуша         | деревня         | →2        | Зайцевское сельское поселение    |
| 123 | Теребушово       | деревня         | 1         | Усть-Волмское сельское поселение |
| 124 | Топорково        | деревня         | 3         | Новорахинское сельское поселение |
| 125 | Тухоля           | деревня         | ↘1        | Зайцевское сельское поселение    |
| 126 | Усть-Волма       | деревня         | 143       | Усть-Волмское сельское поселение |
| 127 | Федосовичи       | деревня         | 4         | Новорахинское сельское поселение |
| 128 | Харчевня         | деревня         | 10        | Крестецкое городское поселение   |
| 129 | Хмелёвка         | деревня         | 0         | Усть-Волмское сельское поселение |
| 130 | Холова           | деревня         | 5         | Усть-Волмское сельское поселение |
| 131 | Хотоли           | деревня         | ↘54       | Зайцевское сельское поселение    |
| 132 | Чернещино        | деревня         | 0         | Ручьёвское сельское поселение    |
| 133 | Шеребуть         | деревня         | 1         | Усть-Волмское сельское поселение |
| 134 | Шутиловичи       | деревня         | 10        | Новорахинское сельское поселение |
| 135 | Ямская Слобода   | село            | 909       | Крестецкое городское поселение   |
| 136 | Ярково           | деревня         | 10        | Новорахинское сельское поселение |
| 137 | Ярынья           | деревня         | 9         | Новорахинское сельское поселение |

## Символика

### Герб
Символика Герба Крестецкого муниципального района раскрывает его историческое прошлое и настоящее:
косой (Андреевский) крест — гласный символ названия административного центра и самого района, символ расположения земель Крестецкого района в середине Новгородской области на пересечении трассы Москва — Санкт-Петербург и дороги Крестцы — Боровичи;
строчевые серебряные узоры, украшающие крест, — аллегория «крестецкой строчки», символизирует искусство древнего промысла, родившегося в далекие годы и развивающегося в настоящее время;
подкова — символизирует занятия крестецких жителей извозом. Подкова — символ удачи, процветания, счастья;
колокол — символизирует многие храмовые сооружения, расположенные на крестецкой земле, высокую духовность жителей района. Символика колокола многозначна. Колокол — символ оповещения, единения, призыва к сплочению;
зелёный цвет символизирует природу района, ее зелёные леса и сельскохозяйственные угодья. Зелёный цвет также символизирует весну, здоровье, молодость и надежду;
серебро — символ чистоты, открытости, божественной мудрости, примирения;
золото — символ урожая, богатства, стабильности, уважения.

### Флаг
Символика Флага Крестецкого района раскрывает его историческое прошлое и настоящее:
косой (Андреевский) крест — гласный символ названия административного центра и самого района, символ расположения земель Крестецкого района в середине Новгородской области на пересечении трассы Москва — Санкт-Петербург и дороги Крестцы — Боровичи;
строчевые серебряные узоры, украшающие крест,- аллегория крестецкой строчки, символизирует искусство древнего промысла, родившегося в далекие годы и развивающегося и в настоящее время;
подкова — символизирует занятия Крестецких жителей извозом. Подкова — символ удачи, процветания, счастья;
колокол — символизирует многие храмовые сооружения, расположенные на крестецкой земле, высокую духовность жителей района. Символика колокола многозначна. Колокол — символ оповещения, единения, призыва к сплочению;
зелёный цвет символизирует природу района, ее зелёные леса и сельскохозяйственные угодья. Зелёный цвет также символизирует весну, здоровье, молодость и надежду;
белый цвет (серебро) — символ чистоты, открытости, божественной мудрости, примирения4
жёлтый цвет (золото) — символ высшей ценности, величия, богатства, урожая.

## Экономика
По основным показателям социально-экономического развития Крестецкий муниципальный район в 2012 году занимает 3-е место в области среди муниципальных районов и городского округа Великий Новгород.

### Промышленность
Объём обрабатывающего производства крупных и средних предприятий в 2011 году составил 3 миллиарда 160 миллионов рублей, в том числе:
3 миллиарда рублей приходится на производство пищевых продуктов ;
Наибольший вклад в производство пищевых продуктов внесло предприятие «Белгранкорм — Великий Новгород». За 2010 год объём произведённой продукции составил более 51 тысячи тонн.
100 миллионов рублей — на производство изделий из древесины
1. ООО «Тимбер Тек» (распиловка и строгание древесины);
2. ООО «Крестецкая строчка» (производство постельного белья, одежды с использованием традиционного народного художественного промысла — крестецкой строчки) (см. о промысле Крестецкая строчка);
3. Фабрика ёлочных игрушек ООО «Рождество».

### Сельское хозяйство
- 4 юридических лица:

1. ООО «Белгранкорм — Великий Новгород»;
2. ООО "Агрохолдинг «Устьволмский»;

- 28 крестьянских (фермерских) хозяйств;
- свыше 4 тысяч личных подсобных хозяйств.

## Транспорт
- Район располагается вдоль автомагистрали Москва — Санкт-Петербург.

## Культура и образование
- районный культурно-методический центр
- Отделение Новгородского филиала Северо-Западной академии госслужбы в поселке Крестцы.
- Две общеобразовательные школы.

Районные СМИ
- Районная газета «Крестцы».

## Достопримечательности
- Крестецкий районный краеведческий музей
- Музей «Крестецкая строчка»
- Музей Велимира Хлебникова в селе Ручьи
- Село Старое Рахино Крестецкого района является родиной уникального старинного промысла крестецкой строчки, которую часто называют и вышивкой белой по белому. Строчка выполнялась на льняном холсте. Нити ткани по счету подрезались и выдёргивались вдоль и поперек, получалась сетка, которая заполнялась определенными узорами. Крестецкой строчкой украшались полотенца, пододеяльники, занавески и предметы одежды.
- Мототрасса на Берёзовой Горе. Мототрасса признана одной из лучших в России. На ней проводятся соревнования сильнейших мотогонщиков страны.
- Район на 85 % покрыт разнообразными лесами, косогорами и холмами, через которые протекают малые речки, впадающие в Мсту.

## Легенды
В 947 году княгиня Ольга определила погост вблизи деревни Усть-Волма.
Именно от юго-восточных границ Крестецкого района Батый весной 1238, испугавшись болотистой местности, развернул назад своё многочисленное войско и не пошёл дальше на север.
Удивительно, но ни монгольские завоеватели с Востока, ни германские воины с Запада, так и не смогли вступить на землю района. Посему на гербе и флаге района красуются подковы, символизирующие Удачу.

## Люди, связанные с районом
- Комлев, Степан Петрович (1919, деревня Подлитовье — 1944) — участник советско-финской и Великой Отечественной войн, Герой Советского Союза.
- Кузнецов, Григорий Ефимович (1 января 1924,д. Бычково — 19 мая 1999, Ленинград) — участниг ВОВ, слесарь Ленинградского завода «Электроаппарат» Министерства электротехнической промышленности СССР. Герой Социалистического Труда
- Мичугин, Федор Георгиевич (1899, деревня Ямская Слобода — 1955) — генерал-лейтенант, участник Гражданской и Великой Отечественной войны.
- Петров, Николай Павлович (1914, деревня Заволонье — 1983) — советский военачальник, генерал-майор, кавалер 7-ми орденов Красного Знамени, представлялся к званию Герой Советского Союза.
- В деревне Усть-Волма — усадьба А. А. Татищева, российского государственного чиновника, активного проводника столыпинской земельной реформы.
- В деревне Ручьи, неподалёку от которой провёл свои последние дни и в 1922 году был похоронен поэт-символист Велимир Хлебников, в 1986 году был открыт музей поэта, там проходят ежегодные литературные чтения[25].
- В Крестцах некоторое время жил и писал российский писатель-символист Фёдор Сологуб.

## Факты
- У деревни Зелёный Бор 30 марта 1941 года приземлился аэростат «СССР АР-80» установивший международный рекорд продолжительности полёта для аэростатов малой кубатуры[26].